# Muscolo semispinale del torace
Nell'anatomia umana il muscolo semispinale del torace è un muscolo del dorso.

## Anatomia
Muscolo lungo e sottile rientra nei muscoli trasversospinali, gli altri sono: 
- Muscolo semispinale del collo
- Muscolo semispinale della testa
- Muscolo multifido
- Muscoli rotatori

Il semispinale del torace origina dai processi trasversi delle ultime cinque vertebre toraciche e va ad inserirsi sui processi spinosi delle vertebre cervicali (C6 e C7) e toraciche (da T1 a T6)